# M10ブッカー戦闘車
M10 ブッカー戦闘車（M10 ブッカーせんとうしゃ、英語: M10 Booker Combat Vehicle）は、ジェネラル・ダイナミクス・ランド・システムズ(GDLS)によってアメリカ陸軍向けに開発が進められていた装軌式装甲戦闘車両である。
アメリカ陸軍が進めていたMobile Protected Firepower (MPF, 機動防護火力)開発プログラムによって、ASCOD歩兵戦闘車をベースにGDLSが開発したグリフィンIIの採用が2022年6月に決定し、2023年6月にアメリカ陸軍によってM10 ブッカーの公称が与えられた。しかしアメリカ陸軍は2025年5月、M10の導入中止の意向を示し、同年6月に正式に調達中止となった。その時点でおよそ80台の初期製造車輛が納入されていた。

## 概要
MPFの元となった軽量の火力支援車両開発プログラムは過去に何度か頓挫し、再出発を繰り返してきた。出発点としては、ベトナム戦争時にM551シェリダンの性能に限界を感じたアメリカ軍が、後継車種として1992年にM8 AGSを採用したが予算削減の影響で1996年に量産が撤回され、2000代には装輪式のM1128 ストライカーMGSがこの種の火力支援車両の後継として採用された。M1128はイラクやアフガニスタンに派遣され一定の成功を収めたが、装輪式であるために装甲強化による重量増加に限界があり防御力が不十分な事や、自動装填装置が高価なことなどを理由に、後続するMPF開発プログラムでは装軌式の軽戦車タイプの車両に、低反動化された105mm主砲を搭載する事が決定された。
M10ブッカーは、MPFの要求仕様に基づきM35 105mm戦車砲を搭載している。これは、1980年代に開発されてM8 AGSの主砲に採用された低反動タイプの砲の改良型で、M60A1パットンやM1エイブラムスの初期モデルに装備されていたM68 105mm戦車砲と比較して約800kgほど軽量である。また、MPF開発の要求仕様では、空挺輸送可能である事は必須項目ではなかった。
MPF開発プログラムでは、2018年時点でBAEシステムズの提案するM8 AGSの改良型と、GDLSの提案するグリフィンIIに車種が絞られていた。両者の試作車両による評価試験は2021年初頭に始まり、2022年3月にBAEシステムズの提案がコンプライアンス上の問題により失格となった事が報じられ、2022年6月にGDLS グリフィンIIがMPFプログラムの採用車種となり、2023年6月に"M10 ブッカー"の形式名および公称が与えられたと発表された。ブッカーの名は過去に戦死したアメリカ陸軍兵士、スティーボン・A・ブッカー軍曹およびロバート・D・ブッカー軍曹にちなんで付けられたものである。最初の契約では96両の低率初期生産を行い、2023年末までに納品が開始される予定であった。
しかし、アメリカ陸軍は2025年5月5日に正式に開発プログラムを中止し、導入をキャンセルすると発表した。報道では、本車はC-17大型輸送機でも1両しか搭載できず、空中投下もできないため戦略機動性でM1A2主力戦車と大差ない点が指摘されており、ダニエル・ドリスコル陸軍長官は「我々は、機敏で、通常の戦車では展開できない場所に（空中投下）できる小型戦車が欲しかった」「我々はブッカーの開発を間違えた」と語ったという。納入済みの約80両の扱いは不明とされている。

## 車種について
一部のメディア等で「軽戦車」と表現されることもあったが、アメリカ陸軍の関係者はこれを明確に否定していた。説明によれば、M10ブッカーの目的はIBCT（歩兵旅団戦闘団）の火力支援および敵火力からの防護であり、戦車というよりは突撃砲（Assault Gun）に近い概念のものであるという。